# Nephodia illiturata
Nephodia illiturata là một loài bướm đêm trong họ Geometridae.